# Portici-Ercolano
Portici-Ercolano (wł: Stazione di Portici-Ercolano) – stacja kolejowa w Portici, w regionie Kampania, we Włoszech. Znajdują się tu 2 perony.